# Reliez Valley, California
Reliez Valley, California (енгл. Reliez Valley) насељено је место без административног статуса у америчкој савезној држави Калифорнија.

## Демографија
По попису из 2010. године број становника је 3.101.
| Група             | 2000.    | 2010.         |
| Белци             | 0 (0,0%) | 2.543 (82,0%) |
| Афроамериканци    | 0 (0,0%) | 31 (1,0%)     |
| Азијати           | 0 (0,0%) | 233 (7,5%)    |
| Хиспаноамериканци | 0 (0,0%) | 192 (6,2%)    |
| Укупно            | 0        | 3.101         |